# حضارة المسيسيبي

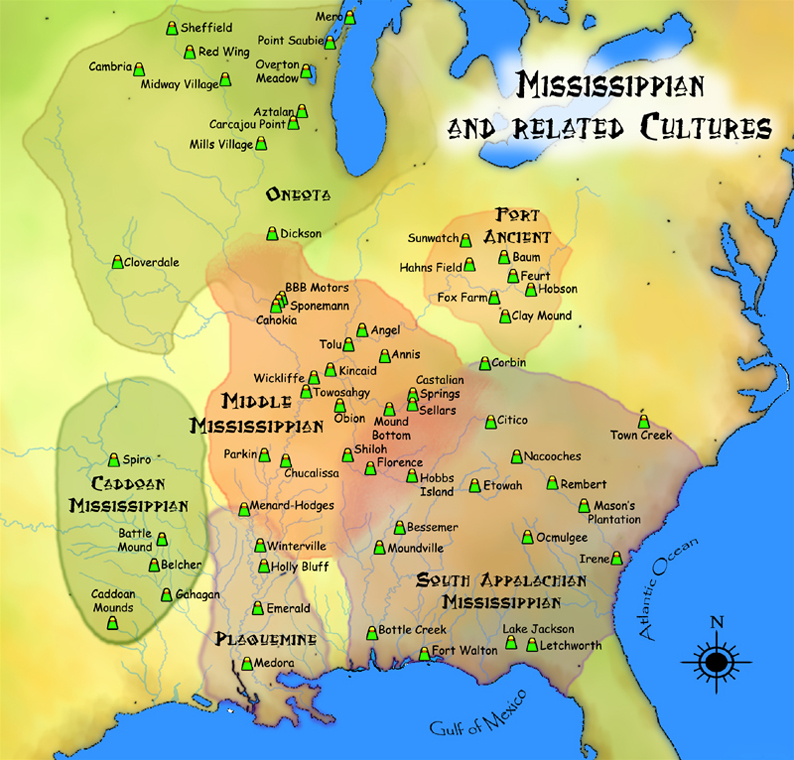
تُبين الخريطة المناطق المتقاربة للعديد من ثقافات المسيسيبي والثقافات الأخرى في المنطقة.

ازدهرت حضارة المسيسيبي التي تنتمي إلى حضارة بناء التلال الأمريكية الأصلية فيما هو معروف الآن بمنطقة الإقليم الأوسط الغربي والشرقي وجنوب شرق الولايات المتحدة، وذلك في الفترة من حوالي عام 800 بعد الميلاد إلى عام 1500 بعد الميلاد وذلك حسب كل منطقة.
بدأ القاطنون على ضفتي المسيسيبي في اتباع نمط حياة مستقل في وادي نهر المسيسيبي (الذي كان يُسمى به آنذاك). وربما بدأت أيضًا الحضارات الأخرى في وادي نهر تينيسي المجاور في اكتساب خصائص حضارة المسيسيبي في تلك الفترة. (عندما استكشف إرناندو دي سوتو (Hernando de Soto) المنطقة)، كانت جميع مواقع المسيسيبي تقريبًا مؤرخة بتاريخ سابق لعام 1539-1540.[بحاجة لمصدر]

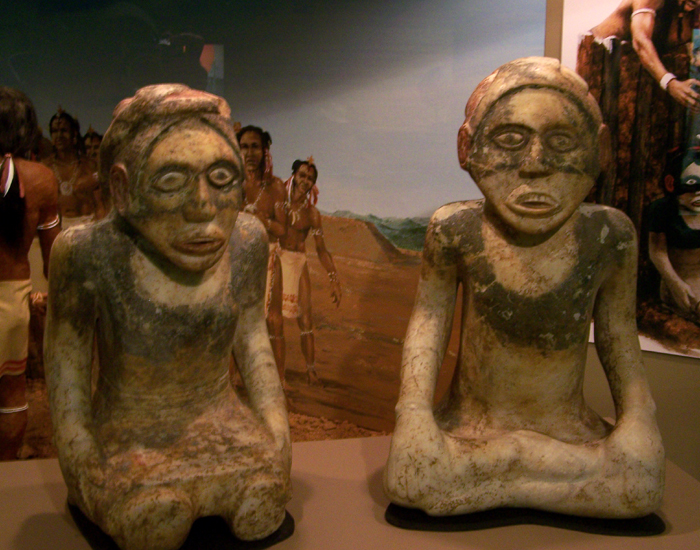
تماثيل حجرية تم العثور عليها في موقع إيتواه

## السمات الحضارية

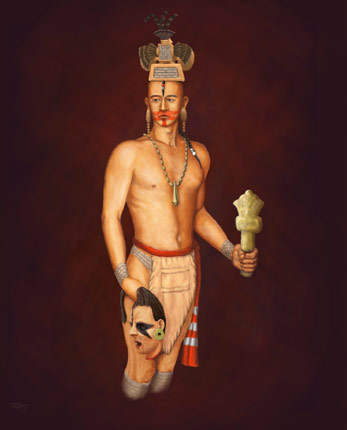
قسيس من المسيسيبي، مع صولجان الصوان الشعائري والرأس المقطوعة. للفنان هيرب روي (Herb Roe)، اعتمادًا على لوحة نحاسية بارزة.

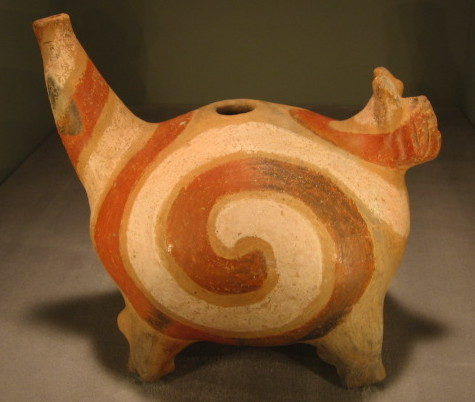
إبريق تمثال مصنوع من الخزف المقسى مع دوامات مطلية بطبقة من الطين، روز ماوند، مقاطعة كروس، أركنساس، الولايات المتحدة، 1400-1600، ارتفاع 8 بوصات (20 سم)

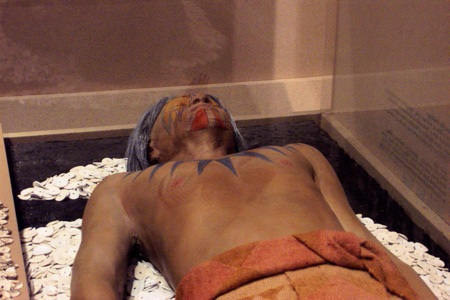
إعادة بناء مقبرة طائر الرجل في كاهوكيا.

تُعرف عدة سمات حضارية بأنها سمات مميزة لشعوب المسيسيبي. ورغم ذلك، لا تمارس جميع شعوب المسيسيبي كافة الأنشطة التالية، حيث إنهم يتميزون عن أسلافهم في تبنيهم لبعض هذه المميزات أو جميعها.
1. بناء السد الترابي أو التلال الهرمية أو التلال السدية المقتطعة الكبيرة. وعادة ما كانت مثل هذه التلال مربعة أو مستطيلة أو دائرية الشكل أحيانًا. وعادة ما كانت تُقام مبانٍ (منازل محلية أو معابد أو مباني الدفن أو غيرها) فوق هذه التلال.

الزراعة القائمة على نبات #الذرة (نبات). في معظم الأماكن، تزامن تطور حضارة المسيسيبي على نطاق واسع مع التركيز المكثف على زراعة الذرة، التي دعمت عددًا كبيرًا من السكان وطورت بعض التخصصات الحرفية.
1. اعتماد واستخدام الأصداف النهرية (أو البحرية النادرة) كوسائل جمالية في صناعة الفخار المحلى بالأصداف الخاص بهم.
2. انتشار شبكات التجارة على نطاق واسع غربًا حتى الجبال الصخرية وشمالاً حتى البحيرات العظمى (أمريكا الشمالية) وجنوبًا حتى خليج المكسيك وشرقًا حتى المحيط الأطلسي.
3. تطوير مستوى المشيخة أو المشيخة المركبة في التركيبة الاجتماعية.
4. تطوير التباين الاجتماعي المؤسسي.
5. مركزية السلطتين السياسية والدينية في يد عدد قليل من الزعماء أو واحد منهم.
6. بدايات تنظيم التسلسل الهرمي للمستوطنات بحيث يكون لمركز رئيسي واحد (فيه تلال) نفوذ أو تأثير واضح في عدد من المجتمعات الدنيا والتي قد تمتلك عددًا أقل من التلال أو ليس لديها تلال على الإطلاق.
7. الاعتماد على أدوات الشعائر الجنوبية الشرقية المعقدة (الشعائر الجنوبية الشرقية المعقدة) وتسمى أيضًا طقوس العبادة الجنوبية. وهذا هو نظام الإيمان والمعتقدات لدى قبائل المسيسيبي كما عهدناه. إضافة إلى ذلك، وُجدت بعض الآثار التي تنتمي إلى الشعائر الجنوبية الشرقية المعقدة في مواقع حضارة المسيسيبي من ولاية ويسكونسن (انظر متنزه دولة أزتالان) ناحية ساحل الخليج وفي المنطقة التي تمتد من فلوريدا إلى أركنساس وأوكلاهوما. وعادة ما ارتبطت الشعائر الجنوبية الشرقية المعقدة بالألعاب الدينية، مثل لعبة تشونكي.

ومع ذلك لم يكن لشعوب المسيسيبي نظام كتابة أو فن معماري حجري. فقد كانوا يعملون في المعادن المترسبة بشكل طبيعي، مثل عملية الطَرق أو عملية تصلب النحاس لأغراض الطقوس مثل لوحات المسيسيبي النحاسية وغيرها من الزخارف, ولكنهم لم يصهروا الحديد أو يشكلوا البرونز علم الفلزات.

## الاختلافات الإقليمية

### المسيسيبي الأوسط

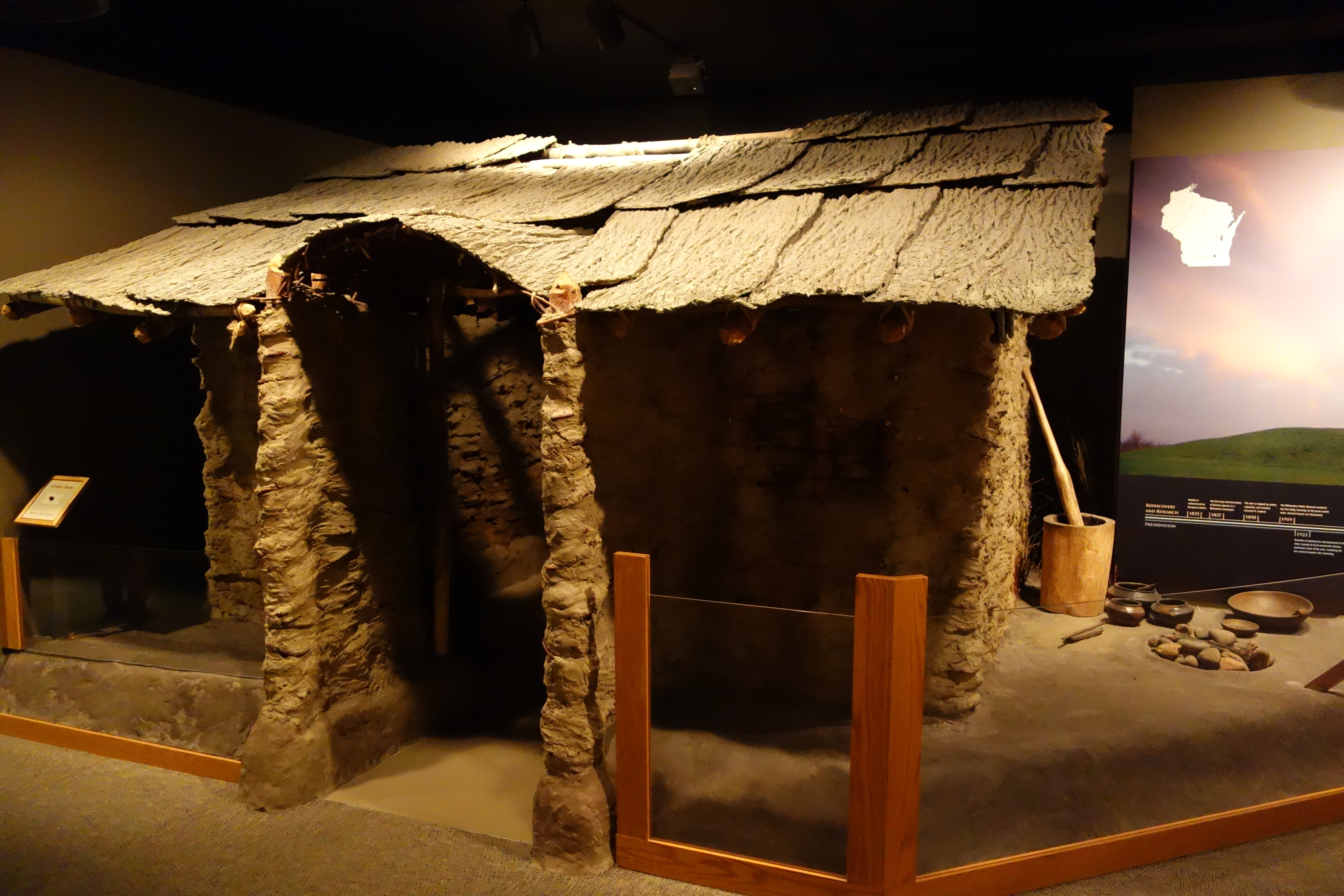
نسخة طبق الأصل من منزل من عصر المسيسيبي يعود تاريخه إلى أكثر من 1000 عام تم التنقيب عنها في موقع أزتالان في منطقة أونيوتا في معرض بمتحف ويسكونسن التاريخي

يُستخدم مصطلح المسيسيبي الأوسط أيضًا لوصف جوهر منطقة الثقافة المسيسيبي الكلاسيكية. تغطي هذه المنطقة وادي نهر المسيسيبي المركزي، ووادي نهر أوهايو السفلي، ومعظم منطقة وسط الجنوب ، بما في ذلك غرب ووسط كنتاكي، وغرب تينيسي، وشمال ألاباما وميسيسيبي.

## وصلات خارجية
- The Mississippian and Late Prehistoric Period, National Park Service Southeastern Archaeology Center
- Mississippian World, Texas Beyond History